# Done Stan
Done Stan (n. 2 decembrie 1937, Giurgiu) este un ilustrator român.
Este cetățean de onoare al orașului Giurgiu și membru al Uniunii Artiștilor Plastici din România.

## Educație
În 1952 a intrat la Școala Medie de Arte Plastice din București.
A absolvit Institutul de Arte Plastice „Nicolae Grigorescu” din București în anul 1964, la clasa profesorului Vasile Kazar.

## Carieră
În perioada 1964-1997 a redactor artistic și redactor șef al editurilor Tineretului (1964-1966), Ion Creangă (1966-1970), Cartea Românească (1970-1972) și Minerva (1972-1997).
A creat benzi desenate. A realizat un ciclu de lucrări intitulat Fanar, cu imagini despre vechiul oraș Giurgiu.
A ilustrat volume ale unor autori români și străini (Molière, Al. Odobescu, Șt. Augustin Doinaș, Dostoievski, Romain Rolland).
A realizat benzi desenate în revista Ariel, condusă de Petre Ghelmez, în numerele publicate în 1993, pentru Noul Nastratin, pornind de la povestea lui Anton Pann, după scenarii de Petre Ghelmez.
În 1983, la Galeria Simeza din București, a realizat expoziția Portretul păsării care nu există, în colaborare cu poetul Claude Aveline.
A făcut parte din jurii în concursuri și expoziții de grafică și grafică de carte în țară și străinătate.
A participat la expozitiille internaționale de la Berlin, Brno, Tokio, Praga, Tunis, Alexandria - Egipt, Barcelona, Bologna, Damasc, Argentan sau Singapore.
Done Stan este un artist modern prin viziunea plastică, prin eludarea normelor stilistice, prin structura postmodernistă a lumii. El observă, analizează, descompune și recompune lumea exterioară și pe aceea a impulsurilor și emoțiilor omenești cu implicare afectivă. Percepe realitatea în mod clar, obiectiv, fără ezitare.
Pe lângă activitatea de ilustrator, lucrează decoruri și costume de teatru.
A realizat o serie de expoziții personale: 1983 - Galeria Simeza, București; 1989 - Galeria Simeza, expoziția „Fanar”, București; 1992 - Galeria Vollard, Craiova; Academia Română de la Roma, 1999 - Galeria Strand, Östersund (Suedia); 2003 - Galeria Simeza; 2018 - Galeria Simeza.
O parte din lucrările sale au fost publicate în cel de-al doilea volum din Desenul de atelier, de Iolanda Malamen, la standul Institutului Cultural Român în cadrul Salonului Internațional de Carte Bookfest din 2018.

## Opere
- 1965 - Gruia lui Novac de Gheorghe Vrabie
- 1965 - Märchen de Petre Ispirescu
- 1967 - Prâslea cel voinic și merele de aur de Petre Ispirescu
- 1968 - Der tapfere Prislea und die goldenen Apfel de Petre Ispirescu
- 1968 - Povești de Frații Grimm
- 1971 - Desenul alfabetului viu de N.N. Tonitza
- 1972 - Tinerețe fără bătrânețe și viață fără de moarte de Petre Ispirescu
- 1972 - Jugend ohne Alter de Petre Ispirescu
- 1972 - Mesék de Petre Ispirescu
- 1972 - Bună dimineața, băieți! de Grigore Băjenaru
- 1974 - Poveste nepovestită de Ruxandra Berindei
- 1974 - The prince and the impossible quest de Petre Ispirescu
- 1975 - Aleodor împărat de Petre Ispirescu
- 1976 - Cei șapte clovni de Ioana Ricus
- 1976 - Țara celor o mie și una de mendre de André Maurois
- 1977 - Uimitoarele călătorii și aventuri pe uscat și pe apă, ale baronului von Münchhausen așa cum obișnuia să le povestească el însuși, la un pahar de vin, prietenilor săi de Gottfried August Bürger, Ion Marin Sadoveanu
- 1978 - Legendele Olimpului de Alexandru Mitru
- 1978 - Geshichten von Păcală und Tândală de Alexandru Mitru
- 1978 - Ghicitori de C.A. Munteanu
- 1979 - Vodă Cuza la Hanul Cucului de George Nestor
- 1981 - Mica vrăjitoare de Otfried Preussler
- 1984 - Morcoveață de Jules Renard
- 1984 - Coiful fermecat de Irina Teodorescu
- 1984 - Basmele românilor
- 1986 - Basme de Petre Ispirescu
- 1986 - Märchen de Petre Ispirescu
- 1986 - Le vaillant petit dernier et les pommes d'or de Petre Ispirescu
- 1986 - O poveste cu pantofi de Ion Lilă
- 1986 - Caruselul primăverii de Elena Ghirvu Călin
- 1986 - Livada de G. Mărcanu
- 1987 - Basmele românilor de Sabina-Cornelia Stroescu
- 1987 - Ridichea uriașă
- 1987 - Dacă iepurașul n-ar fi adormit de Mircea Pop
- 1987 - Povestea lui Mihai Voinicu de Mihai Drăgoescu
- 1988 - Povești populare românești de Cristea Sandu Timoc
- 1988 - Un delfin, trei copii și mai multe peripeții de George Chirilă
- 1988 - Pe urmele razei de soare de Katia Nanu
- 1988 - Castelul de calcar de Eugen Dorcescu
- 1989 - Gâsca de aur de Frații Grimm
- 1992 - Suferințele tânărului Werther de J.W. Goethe
- 1993 - Othon arcașul de Alexandre Dumas
- 1993 - Fridolin de Franz Caspar
- 1993 - Castelul cu spiriduși de Alexandru Dumas
- 1995 - Vrăjitorul din Oz de L. Frank Baum
- 1996 - Castelul de smarald de Vladimir Pop Mărcanu
- 1997 - Cosette de Victor Hugo
- 1997 - Balaurul cu șapte capete de Petre Ispirescu
- 1999 - Palatul de cleștar de Barbu Șt. Delavrancea
- 2003 - Darul lui Moș Crăciun de T.O. Bobe
- 2012 - Capra cu trei iezi de Ion Creangă

## Premii
A primit numeroase premii, fiind considerat unul dintre cei mai valoroși graficieni din Europa. A fost decorat cu Medalia Meritul Cultural clasa I.
În 1966 Uniunea Artiștilor Plastici din România i-a acordat Premiul III pentru grafică și a primit mențiune la Leipzig pentru ilustrații la Mutter Courage.
În 1968 a primit Ordinul Meritul Cultural clasa a V-a și Premiul pentru ilustrațiile la Basmele românilor, oferit de Centrala Editorială București. În 1971 i s-a acordat medalia de aur la concursul Cele mai frumoase cărți de la București.
În 1988 a primit diploma de onoare pentru Pseudocynegetikos a lui Al. Odobescu, premiul de grafică al Uniunii Artiștilor Plastici din România pentru ilustrațiile la Atlas de sunete fundamentale de Șt. Augustin Doinaș, iar în 2003 Premiul Național pentru concepție artistică în domeniul cărții.
În 2000 i-a fost acordată Medalia „150 de ani de la nașterea lui Eminescu”, pentru merite deosebite în ilustrarea operei eminesciene.
În 2008 a fost nominalizat la Premiul Andersen.
Este nominalizat la Astrid Lindgren Memorial Award 2023, una dintre cele mai mari distincții din domeniul literaturii pentru copii.